# Ricarda Lang

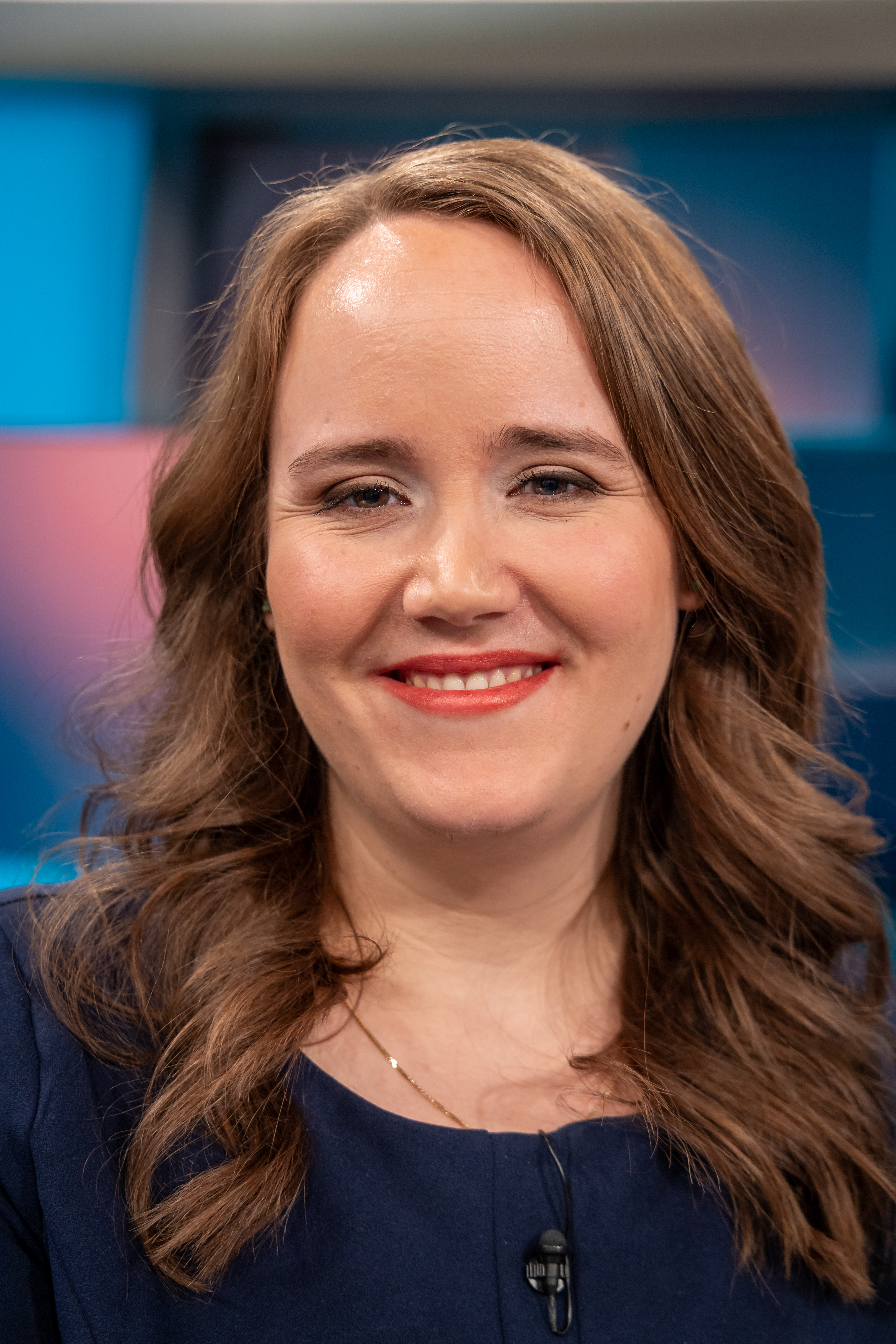
Ricarda Lang (2025)

Ricarda Lang (* 17. Januar 1994 in Filderstadt) ist eine deutsche Politikerin (Bündnis 90/Die Grünen) und seit 2021 Mitglied des Deutschen Bundestages. Sie war von Februar 2022 bis November 2024 zusammen mit Omid Nouripour Bundesvorsitzende von Bündnis 90/Die Grünen und frauenpolitische Sprecherin. Zuvor war sie Bundessprecherin sowie im Bundesvorstand der Grünen Jugend.

## Persönlicher Werdegang
Lang wuchs in Nürtingen als Tochter einer alleinerziehenden Sozialarbeiterin auf, die in einem Frauenhaus arbeitete. Ihr Vater war der Bildhauer Eckhart Dietz (1933–2019).
Nach dem Abitur am örtlichen Hölderlin-Gymnasium begann Lang 2012 ein Studium der Rechtswissenschaften, zunächst an der Ruprecht-Karls-Universität Heidelberg, später an der Humboldt-Universität zu Berlin, das sie 2019 abbrach.
Lang, die sich nach ihrer Wahl im September 2021 als „erstes offen bisexuelles Mitglied des Deutschen Bundestages“ bezeichnete, ist seit 2017 mit dem Mathematiker Florian Wilsch liiert. Im März 2023 machte sie ihre Verlobung bekannt, die Heirat fand im August 2024 statt. Sie ist bekenntnislos.

## Politischer Werdegang

### Grüne Jugend / Bündnis 90/Die Grünen
Im Jahr 2012 trat Lang im Alter von achtzehn Jahren der Grünen Jugend bei. Im Oktober 2015 wurde sie Beisitzerin im Bundesvorstand und auf dem 49. Bundeskongress der Grünen Jugend im Oktober 2017 zu deren Sprecherin gewählt. Von 2014 bis 2015 war Lang Sprecherin des Bundesverbands von Campusgrün. 2015 bis 2016 gehörte sie dem geschäftsführenden Ausschuss des Berliner Kreisverbands Friedrichshain-Kreuzberg an. Ab November 2019 war sie stellvertretende Bundesvorsitzende und frauenpolitische Sprecherin im Bundesvorstand der Grünen.
Im Januar 2022 wurde sie auf dem Bundesparteitag der Grünen ohne Gegenkandidatin und mit 75,93 % der Stimmen zur Bundesvorsitzenden ihrer Partei gewählt, zusammen mit Omid Nouripour. Am 25. September 2024 kündigte Lang gemeinsam mit Nouripour ihren Rücktritt an, der schließlich am 16. November 2024 erfolgte.
Lang kandidierte bei der Europawahl 2019 auf Listenplatz 25 der Grünen, es zogen jedoch nur 21 Grüne in das Europäische Parlament ein. 

### Deutscher Bundestag
Bei der Bundestagswahl 2021 war sie Kandidatin der Grünen im Wahlkreis Backnang – Schwäbisch Gmünd und zudem auf Platz 10 der Landesliste der baden-württembergischen Grünen. Sie verpasste als nach Erststimmen Fünftplatzierte das Direktmandat und zog über den Landeslistenplatz in den 20. Deutschen Bundestag ein.
Im 20. Deutschen Bundestag war Lang stellvertretendes Mitglied im Familienausschuss und stellvertretendes Mitglied im Ausschuss für Arbeit und Soziales.
Lang ist Mitglied der Vereinten Dienstleistungsgewerkschaft (Verdi).
Bei der Bundestagswahl 2025 kandidiert Lang erneut im Wahlkreis Backnang – Schwäbisch Gmünd. Über die Landesliste schaffte sie den Einzug in den 21. Deutschen Bundestag. Dort ist sie Mitglied in folgenden Ausschüssen und Gremien:
- Ordentliches Mitglied im Ausschuss für Arbeit und Soziales
- Stellvertretendes Mitglied im Haushaltsausschuss

## Politische Positionen

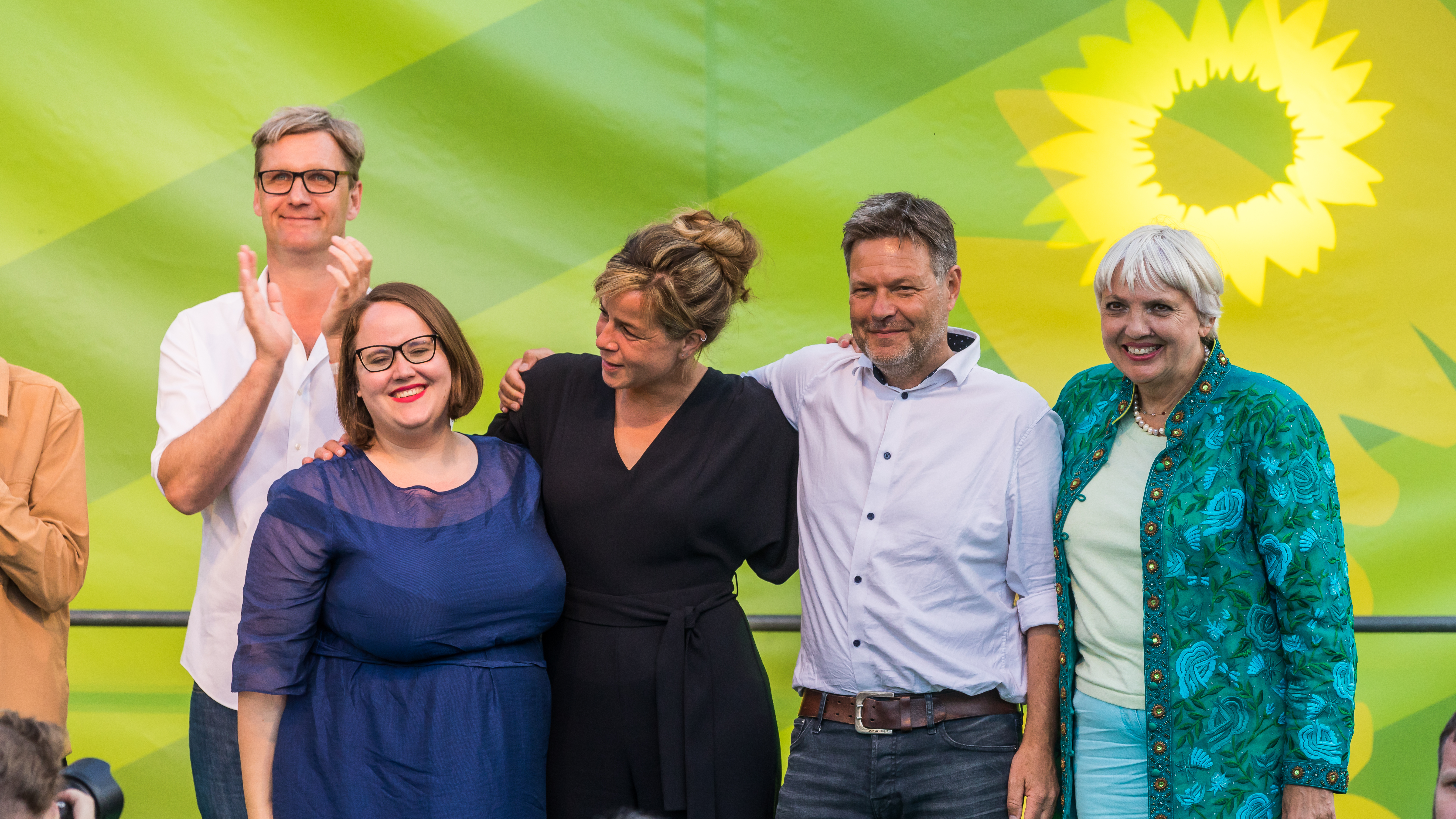
Ricarda Lang (1. Reihe, li.) im Landtagswahlkampf NRW (2022)

Langs politische Schwerpunkte sind soziale Gerechtigkeit und Klimapolitik; sie wird dem linken Parteiflügel zugeordnet. Ferner steht sie für Feminismus und Body Positivity. Sie zielt dabei auf kollektive Lösungsansätze, was sie am Beispiel der Klimapolitik erklärt: Anstatt das individuelle Konsumverhalten der Menschen zu kritisieren, solle man sich an die Politik wenden und beispielsweise fordern, „einen Kohleausstieg zu beschließen oder den Unternehmer nicht mehr zu subventionieren, der die Umwelt zerstört.“ Die Individualisierung dieser Probleme bezeichnet sie als einen „Trick, um von der Schuld der Konzerne und der Verantwortung der Politik abzulenken“.
Zu ihren politischen Forderungen gehören bzw. gehörten eine Erhöhung der Hartz-IV-Sätze, eine bessere Bezahlung für Pflegekräfte, die Begrenzung prekärer Arbeitsverhältnisse, mehr Unterstützung für Menschen auf dem Land und die Aufnahme von Flüchtlingen, deren Herkunftsländer durch die veränderten klimatischen Verhältnisse unbewohnbar werden. Lang warb in diesem Zusammenhang dafür, Bewohnern pazifischer Inselstaaten, die durch den steigenden Meeresspiegel vom Verschwinden bedroht sind, die EU-Staatsbürgerschaft anzubieten.
Arbeitsmarktpolitisch fordert Lang zudem eine Verkürzung der Regelarbeitszeit von derzeit 40 Stunden, einerseits um damit den Raum zu schaffen, die Sorgearbeit gerechter unter den Geschlechtern aufzuteilen, andererseits zum Erhalt von Arbeitsplätzen in Branchen, die von einem Strukturwandel betroffen sind. Sie lobte dabei einen Vorschlag der IG Metall zur Einführung einer 4-Tage-Woche in der Automobilindustrie.
Nach dem russischen Überfall unterstützte Lang Waffenlieferungen an die Ukraine.

## Auszeichnungen
- Juni 2024: Aufsteigerin des Jahres beim Politikaward des Magazins Politik und Kommunikation[33]